# Salpinga margaritacea
Salpinga margaritacea är en tvåhjärtbladig växtart som beskrevs av José Jéronimo Triana. Salpinga margaritacea ingår i släktet Salpinga och familjen Melastomataceae. Inga underarter finns listade i Catalogue of Life.